# Centro de Estudios Estratégicos e Internacionales
El Centro de Estudios Estratégicos e Internacionales (Center for Strategic and International Studies en idioma inglés) es un think tank con sede en Washington D. C., en los Estados Unidos.  CSIS fue fundado como el Centro de Estudios Estratégicos e Internacionales de la Universidad de Georgetown en 1962. El centro lleva a cabo estudios de políticas y análisis estratégicos de cuestiones políticas, económicas y de seguridad en todo el mundo, con un enfoque específico en cuestiones relacionadas con las relaciones internacionales, el comercio, tecnología, finanzas, energía y geoestrategia.
En el informe Global Go To Think Tanks de 2019 de la Universidad de Pensilvania, el CSIS está clasificado como el think tank número uno en los Estados Unidos en todos los campos, el "Top Think Tank de defensa y seguridad nacional" del mundo y el cuarto mejor think tank en el mundo en general. CSIS ha sido nombrado el grupo de expertos número uno en defensa y seguridad nacional durante los últimos siete años, y ha sido declarado el "Centro de excelencia".
Desde su fundación, CSIS "se ha dedicado a encontrar formas de mantener la prominencia y la prosperidad estadounidenses como una fuerza para el bien en el mundo", según su sitio web. CSIS es oficialmente un grupo de expertos bipartidista con académicos que representan diferentes puntos de vista en todo el espectro político. El grupo de expertos es conocido por invitar a conocidos funcionarios de política exterior y de servicios públicos del Congreso y el poder ejecutivo de Estados Unidos, incluidos los afiliados al Partido Demócrata o Republicano, así como a funcionarios extranjeros de diversos antecedentes políticos. Ha sido etiquetado como un think tank "centrista" por U.S. News & World Report.
El centro alberga el Foro de Estadistas, un lugar bipartidista para que los líderes internacionales presenten sus puntos de vista. Entre los oradores anteriores se encuentran el Secretario General de la ONU, Ban Ki Moon, y el Asesor de Seguridad Nacional, Tom Donilon. El centro también lleva a cabo los Diálogos escolares CSIS-Schieffer, una serie de discusiones organizadas por Bob Schieffer, de CBS News, además del Foro de Seguridad Global, con discursos de apertura de funcionarios del Departamento de Defensa, incluido el exsecretario de Defensa Chuck Hagel.